# Дамасо Родрігес Мартін
Дамасій Родрігес Мартін (ісп. Dámaso Rodríguez Martín: 11 грудня 1944, Сан-Кристобаль-де-ла-Лагуна, Тенерифе — 19 лютого 1991, Тегесте, Тенерифе) — Іспанський серійний вбивця. Прізвиська: «чаклун» і «мазо».

## Біографія

### Ранній період життя
Він народився 11 грудня 1944 року в селі Ель Батан (муніципалітет Сан-Кристобаль-де-ла-Лагуна, Тенерифе, Іспанія).
Його сім'я була дуже бідною фони, так що їх батьки намагалися дати хорошу освіту. Проте, Дамасо починається з юності виконувати злочинні дії. Якраз в 17 років він звинувачується в крадіжці і заарештували, після чого, після його звільнення, через рік, у вересні 1963 він приєднався до Легіону і був відправлений в Західну Сахару, де був зведений з. У 1966 році закінчив в Іноземному легіоні.
Згодом Дамасо повернувся в Тенерифе в 1967 році і одружившись, оселився в селі Лас-Мерседес, Сан-Кристобаль-де-ла-Лагуна.

### Вбивства
Своє перше вбивство він скоїв 11 листопада 1981 р., коли він убив парубка зі своєю подругою у своїй машині у віддаленому гірському районі. Дамасо був вуаєристом, який любив спостерігати за парами, які підтримували інтимні стосунки. Вбивши жінку, він побив її і зґвалтував, після чого, вбив її хлопця, тіла яких були знайдені всередині автомобіля. Дамасій був засуджений до 55 років позбавлення волі за серійне вбивство, зґвалтування, крадіжку вогнепальної зброї та незаконне зберігання зброї. Проте, 17 січня 1991 року Дамасій втік з в'язниці.
23 січня, тіло німецького туриста з'являється на лісовій дорозі. На наступний день в міцному, цивільної гвардії повернули тіло його дружини, на якій було видно сліди удушення.
Через місяць після втечі, коли його будинок оточила поліція, злочинець вчинив самогубство, застреливши себе з рушниці.
Дамасій Родрігес Мартін став одним із найвідоміших злочинців в Іспанії. Його злочини набули широкого розголосу, через це він став найвідомішим вбивцею з Канарських островів.